# Johannes Oekolampadius
Johannes Oekolampadius (psán také Œcolampadius, Oecolampadius, Oekolampad; 1482 - 24. listopadu 1531) byl německý ve Švýcarsku působící reformátor, kalvinista původem z Falce. Byl vůdcem protestantské frakce v bádenské disputaci z roku 1526 a byl jedním ze zakladatelů protestantské teologie. Účastnil se sporů s Erasmem, Zwinglim, Lutherem a Martinem Bucerem. Kalvín přijal za svůj jeho názor na výklad eucharistie (proti Lutherovi).
Oekolampadiovo německé příjmení bylo Hussgen (nebo Heussgen, Huszgen), které si vyložil jako Hausschein („domácí světlo“) a pořečtil (jak bylo v té době zvykem) na Oekolampadius (od οίκο- oiko-, „dům“ a λαμπάδ- lampad-, „pochodeň, lampa“).